# Forrester (Oklahoma)
Pour les articles homonymes, voir Forrester.
Forrester est une communauté non incorporée située dans le comté de Le Flore, dans l'État de l'Oklahoma, aux États-Unis.

## Toponymie
La communauté est nommée d'après Charles E. Forrester, qui a fait construire un moulin à la localité en 1907.